# Baldegg (Hochdorf)
Baldegg (toponimo tedesco) è una frazione del comune svizzero di Hochdorf, nel distretto di Hochdorf (Canton Lucerna).

## Geografia fisica
Baldegg si trova sulle sponde dell'omonimo lago.

## Storia
La prima menzione documentale del villaggio di Baldecke è del 1236; nel 1327 vi esistevano già due castelli e vi fu fondata la chiesa di San Jodoco: gli edifici furono acquistati nel 1830 dal sacerdote Josef Leonz Blum che ne fece la sede della congregazione delle suore della Divina Provvidenza. Già comune autonomo, nel 1803 Baldegg è stato accorpato a quello di Hochdorf assieme all'altro comune soppresso di Urswil.

## Monumenti e luoghi d'interesse
- Convento di Baldegg, ricostruito a partire dal 1865 in luogo del preesistente castello[1].

## Società

### Evoluzione demografica
L'evoluzione demografica è riportata nella seguente tabella:
Abitanti censiti

## Infrastrutture e trasporti

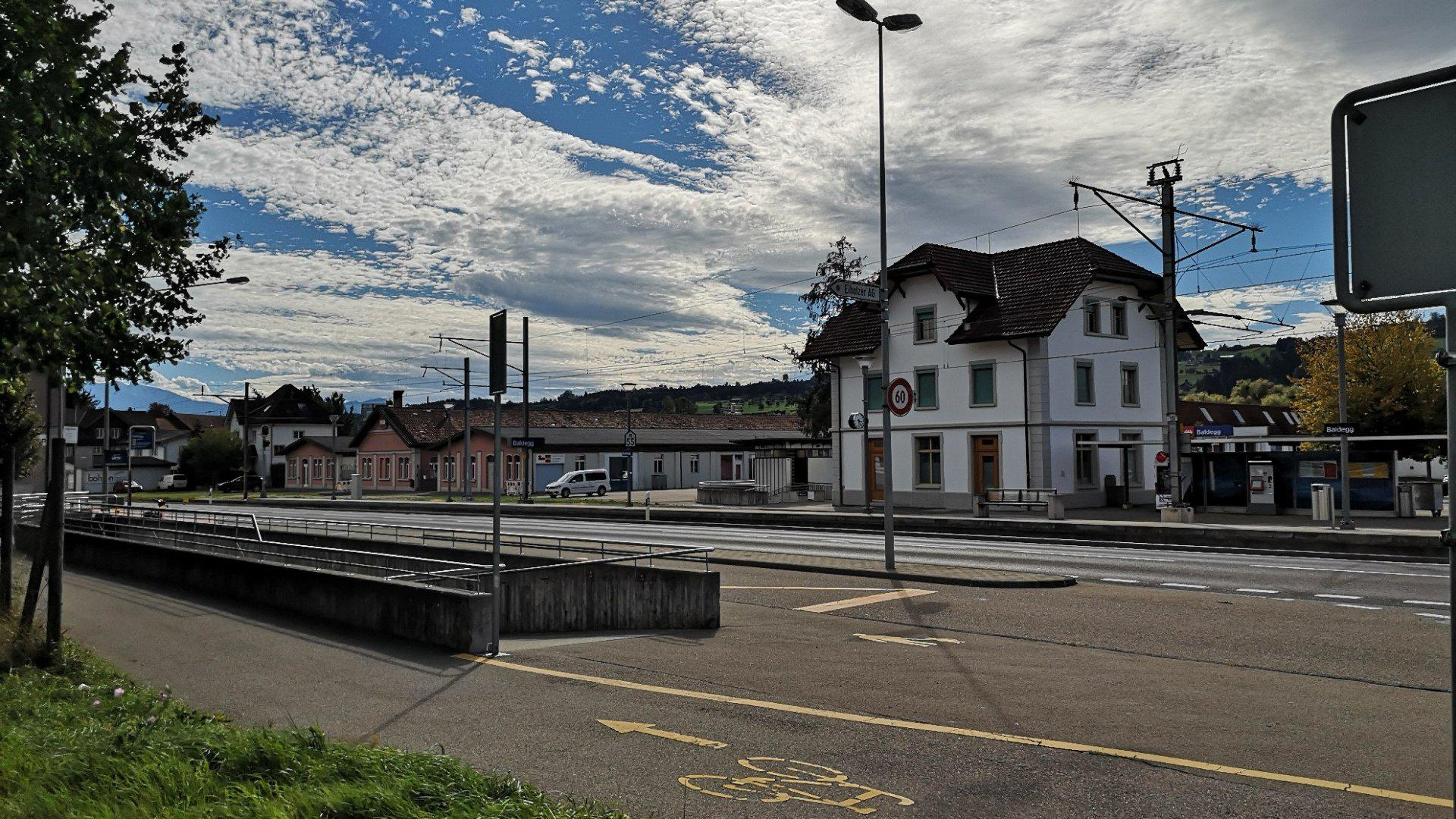
La stazione di Hochdorf

Baldegg è servito dall'omonima stazione e da quella di Baldegg Kloster delle Ferrovie Federali Svizzere, sulla linea della Seetal.